# فانتین ولی (کالیفرنیا)
فونتین ولی (به انگلیسی: Fountain Valley) شهری در شهرستان اورنج، کالیفرنیا ایالت کالیفرنیا است که در سرشماری سال ۲۰۱۰ میلادی، ۵۵۳۱۳ نفر جمعیت داشته است. 